# Katholieke Kerk in Djibouti

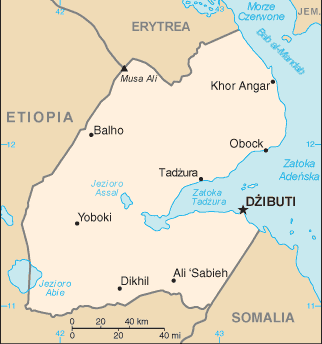
Kaart van Djibouti

De Katholieke Kerk in Djibouti is een onderdeel van de wereldwijde Rooms-Katholieke Kerk, onder het geestelijk leiderschap van de paus en de curie in Rome.
In 2005 waren ongeveer 7.000 (1,0%) van de 700.000 inwoners van Djibouti lid van de Katholieke Kerk.
Het land is ingedeeld in een enkel bisdom, het bisdom Djibouti. Sinds 13 maart 2001 staat dit bisdom onder leiding van bisschop Giorgio Bertin. De bisschop van Djibouti maakt deel uit van de bisschoppenconferentie van de Arabische gebieden (Conférence des Evêques Latins dans les Régions Arabes). Verder is men lid van de Association of Member Episcopal Conferences in Eastern Africa en de Symposium des Conférences Episcoaples d’Afrique et de Madagascar.
Het apostolisch nuntiusschap voor Djibouti is sinds 20 mei 2024 vacant.

## Bisdommen
- Bisdom Djibouti

## Nuntius
- Apostolisch Delegaat
  - Aartsbisschop Patrick Coveney (26 maart 1992 – 27 april 1996)
  - Aartsbisschop Silvano Maria Tomasi (27 juni 1996 – 23 december 2000)
- Apostolisch Nuntius
  - Aartsbisschop Silvano Maria Tomasi (23 december 2000 – 10 juni 2003)
  - Aartsbisschop Ramiro Moliner Inglés (17 januari 2004 – 26 juli 2008)
  - Aartsbisschop George Panikulam (18 december 2008 - 14 juni 2014)
  - Aartsbisschop Luigi Bianco (10 september 2014 - 4 februari 2019)
  - Aartsbisschop Antoine Camilleri (31 oktober 2019 - 20 mei 2024)
  - vacant (sinds 20 mei 2024)